# Beautheil
Beautheil és un municipi francès, situat al departament del Sena i Marne i a la regió d'Illa de França. L'any 2007 tenia 696 habitants.
Forma part del cantó de Coulommiers, del districte de Meaux i de la Comunitat de comunes del Pays de Coulommiers.

## Demografia

### Població
El 2007 la població de fet de Beautheil era de 696 persones. Hi havia 240 famílies, de les quals 36 eren unipersonals (20 homes vivint sols i 16 dones vivint soles), 76 parelles sense fills, 116 parelles amb fills i 12 famílies monoparentals amb fills.
La població ha evolucionat segons el següent gràfic:
Habitants censats

### Habitatges
El 2007 hi havia 269 habitatges, 240 eren l'habitatge principal de la família, 22 eren segones residències i 7 estaven desocupats. 262 eren cases i 5 eren apartaments. Dels 240 habitatges principals, 224 estaven ocupats pels seus propietaris, 10 estaven llogats i ocupats pels llogaters i 6 estaven cedits a títol gratuït; 1 tenia una cambra, 1 en tenia dues, 16 en tenien tres, 48 en tenien quatre i 174 en tenien cinc o més. 196 habitatges disposaven pel capbaix d'una plaça de pàrquing. A 79 habitatges hi havia un automòbil i a 147 n'hi havia dos o més.

### Piràmide de població
La piràmide de població per edats i sexe el 2009 era:
| Homes | Edats   | Dones |
| ----- | ------- | ----- |
| 0     | 95 o +  | 0     |
| 0     | 90 a 94 | 8     |
| 0     | 85 a 89 | 4     |
| 0     | 80 a 84 | 4     |
| 8     | 75 a 79 | 4     |
| 8     | 70 a 74 | 16    |
| 8     | 65 a 69 | 0     |
| 12    | 60 a 64 | 8     |
| 28    | 55 a 59 | 12    |
| 16    | 50 a 54 | 20    |
| 24    | 45 a 49 | 40    |
| 16    | 40 a 44 | 16    |
| 24    | 35 a 39 | 24    |
| 28    | 30 a 34 | 24    |
| 8     | 25 a 29 | 24    |
| 20    | 20 a 24 | 8     |
| 12    | 15 a 19 | 28    |
| 16    | 10 a 14 | 12    |
| 16    | 5 a 9   | 32    |
| 12    | 0 a 4   | 20    |

## Economia
El 2007 la població en edat de treballar era de 454 persones, 343 eren actives i 111 eren inactives. De les 343 persones actives 329 estaven ocupades (175 homes i 154 dones) i 14 estaven aturades (7 homes i 7 dones). De les 111 persones inactives 41 estaven jubilades, 38 estaven estudiant i 32 estaven classificades com a «altres inactius».

### Ingressos
El 2009 a Beautheil hi havia 243 unitats fiscals que integraven 733,5 persones, la mediana anual d'ingressos fiscals per persona era de 21.396 €.

### Activitats econòmiques
Dels 19 establiments que hi havia el 2007, 1 era d'una empresa de fabricació d'altres productes industrials, 5 d'empreses de construcció, 1 d'una empresa de comerç i reparació d'automòbils, 1 d'una empresa immobiliària, 5 d'empreses de serveis, 3 d'entitats de l'administració pública i 3 d'empreses classificades com a «altres activitats de serveis».
Dels 6 establiments de servei als particulars que hi havia el 2009, 2 eren paletes, 1 fusteria, 1 empresa de construcció, 1 perruqueria i 1 agència immobiliària.
L'any 2000 a Beautheil hi havia 11 explotacions agrícoles que ocupaven un total de 1.793 hectàrees.

## Equipaments sanitaris i escolars
El 2009 hi havia una escola elemental integrada dins d'un grup escolar amb les comunes properes formant una escola dispersa.

## Poblacions més properes
El següent diagrama mostra les poblacions més properes.